# Zemljopis Švedske
Švedska je zemlja u sjevernoj Europi na skandinavskom poluotoku. Graniči s Norveškom na zapadu, Finskom na sjeveroistoku na istoku i jugu su Baltičko more i Botnički zaljev.
Švedska ima dugu obalu na istočnoj strani i Skandinavsko gorje na zapadnoj granici, područje koje razdvaja Švedsku od Norveške. Ona ima pomorske granice s Danskom, Njemačkom, Poljskom, Rusijom, Litvom, Latvijom i Estonijom, a također je povezana s Danskom Oresundskim mostom. S 450.295 km2  Švedska je 55. zemlja po veličini u svijetu, te je peta po veličini u Europi, a najveća u sjevernoj Europi.

## Teren
Velik dio švedske prekiriven je šumom, šumsko područje obuhvaća 78% zemlje, dok poljoprivredno zemljište čini samo 8% korištenog zemljišta. Južna Švedska je pretežno poljoprivredna prema sjeveru sve je veća zastupljenost šuma. Planine i brda su dominantni na zapadu. Oko 15% Švedske nalazi se sjeverno od Arktičkog kruga.
Najniža nadmorska visina je -2,41 m u uvali jezera Hammarsjön, u blizini Kristianstada. Najviša točka je na 2111 m na vrhu Kebnekaisea.
Najveća gustoća stanovništva je u regiji Øresund u južnoj Švedskoj te u dolini jezera Mälaren u blizini Stockholma. Gotland i Öland su najveći otoci, a Vänern i Vättern su najveće jezera. Vänern je treće po veličini jezero u Europi, nakon ruskih jezera Ladoga i Onega.
Švedska se sastoji od 39.960 km ² vodene površine koju čine oko 95.700 jezera. Jezera se ponekad koriste za vodu elektrana, posebno velikim sjevernim rijekama i jezerima.

## Podjela
Švedska je podjeljena na 25 pokrajina: Bohuslän, Blekinge, Dalarna, Dalsland, Gotland, Gästrikland, Halland, Hälsingland, Härjedalen, Jämtland, Lapland, Medelpad, Norrbotten, Närke, Skåne, Småland, Södermanland, Uppland, Värmland, Västmanland, Västerbotten, Västergötland, Ångermanland, Öland i Östergötland. Tradicionalne pokrajine u Švedskoj nemaju administrativnu ili političku svrhu, ali su povijesni i kulturni subjekt.
Švedska je podjeljena na 21 županiju (švedski: län). Županije su podjeljene na 290 općina.

## Stanovništvo
Švedska ima populaciju od oko 9.500.000 stanovnika. Sjever je manje naseljen od južnih i središnjh dijelova, uglavnom zbog svoje hladnije klime. Najveći grad, po broju stanovnika, je glavni grad Stockholm, na istoku s populacijom od 1.250.000. Drugi po veličini grad je Göteborg, s 510.500 stanovnika na zapadu .Treći po veličini je Malmö na jugu, s 258.000 stanovnika. Najveći grad na sjeveru je Umeå sa 76.000 stanovnika.